# Galium trojanum
Galium trojanum är en måreväxtart som beskrevs av Friedrich Ehrendorfer. Galium trojanum ingår i släktet måror, och familjen måreväxter. Inga underarter finns listade i Catalogue of Life.